# Café Zimmermann (programa)
Café Zimmermann fue un programa radiofónico de la emisora española Radio Clásica de Radio Nacional de España.Con más de 350 programas en antena (que pueden escucharse en formato podcast), estaba presentado por dos locutoras, Clara Sánchez (intérprete de violonchelo) y Eva Sandoval (musicóloga) y directora de Radio Clásica desde 2025.

## Contenido
El programa desarrollaba historias musicales a partir de un titular de la prensa de cada día. Además incluía citas célebres en torno al café. Contó con colaboraciones de intérpretes de música clásica (en ocasiones en directo) que, en conjunto, recreaban el ambiente de la famosa Cafetería Zimmermann. En dicho local, fundado por Gottfried Zimmermann en Leipzig (Alemania) en el siglo XVIII, Johann Sebastian Bach estrenó obras profanas y fue sede del Collegium Musicum de Georg Philipp Telemann.

## Difusión
El programa puede seguirse, tanto en streaming como vía podcast, a través de la web de Radio Clásica. Todos los programas emitidos pueden escucharse en línea y descargarse desde la web del programa.